# Maurizio Pollini

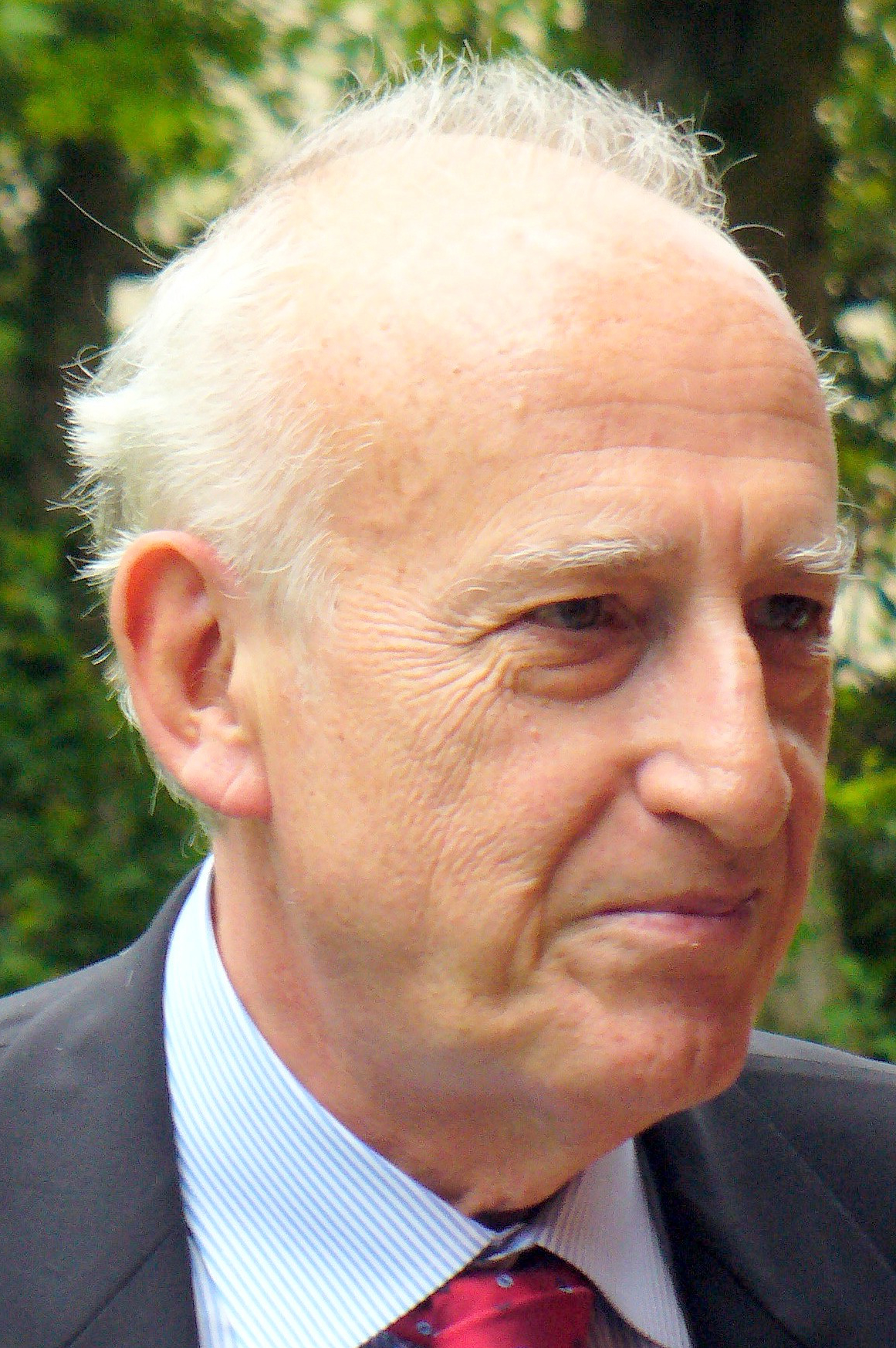
Maurizio Pollini (2009)

Maurizio Pollini (* 5. Januar 1942 in Mailand; † 23. März 2024 ebenda) war ein italienischer Pianist und Dirigent. Er gilt neben Arturo Benedetti Michelangeli als einer der bedeutendsten Pianisten Italiens. Sein großes Repertoire umfasste neben klassischen und romantischen Kompositionen auch zahlreiche Werke der Neuen Musik, darunter eine Gesamtaufnahme des Klavierwerks von Arnold Schönberg.

## Leben
Beide Eltern Maurizio Pollinis stammten aus Künstlerfamilien aus Rovereto. Sein Vater Gino Pollini war Architekt und Gründungsmitglied der Gruppo 7 (Rationalismus), seine Mutter Renata Melotti war Musikerin und Schwester des Bildhauers Fausto Melotti. Bereits im Alter von neun Jahren gab Pollini als Pianist sein Debüt. Er studierte zuerst bei Carlo Lonati bis zu seinem 13. Lebensjahr, dann bei Carlo Vidusso, bis er 18 Jahre alt war. Er erhielt ein Diplom am Conservatorio Giuseppe Verdi in Mailand. Später wurde er auch von Arturo Benedetti Michelangeli ausgebildet.
Beim Internationalen Musikwettbewerb in Genf im Jahre 1958 errang er nach Martha Argerich den zweiten Preis. Im Jahre 1959 gewann er den Ettore-Pozzoli-Wettbewerb in Seregno, im Jahr darauf den Chopin-Wettbewerb in Warschau. Seither trat er international in Konzerten auf.
Pollini war auch politisch engagiert, betonte aber, dass dies nichts mit seiner künstlerischen Leistung oder mit der Aussage der Kunst zu tun habe. Mit Luigi Nono und Claudio Abbado engagierte er sich seit den späten 1960er Jahren für die Kommunistische Partei Italiens und konzertierte vor Fabrikarbeitern in deren Werkhallen.
Er gab Sonderkonzerte gegen Silvio Berlusconi und setzte sich dafür ein, dass Studenten seinen Zyklus mit sämtlichen Klaviersonaten Beethovens zu günstigen Preisen besuchen konnten.
Pollini gehörte zu den wenigen Konzertpianisten, die trotz der nahezu omnipräsenten Verfügbarkeit großer Steinway-Bühnenflügel stets auf ihrem eigenen Instrument konzertieren, wie es auch von Krystian Zimerman, von Vladimir Horowitz und Arturo Benedetti Michelangeli bekannt ist. Er reiste mit einem „Fabbrini“ – einem der vom italienischen Klavierbauer Angelo Fabbrini bearbeiteten Steinway-Flügel, die „fast wie die Instrumente des 19. Jahrhunderts klingen: trennschärfer in den Registern als ein gewöhnlicher Steinway“ und „weiter gefächert in den dynamischen Möglichkeiten“.
Zeitweilig betätigte sich Pollini auch als Dirigent, namentlich beim Rossini-Festival in Pesaro. Der 1978 in Bern geborene Pianist Daniele Pollini ist sein Sohn.
Maurizio Pollini starb am 23. März 2024 im Alter von 82 Jahren in seiner Geburtsstadt Mailand.

## Repertoire und Bedeutung

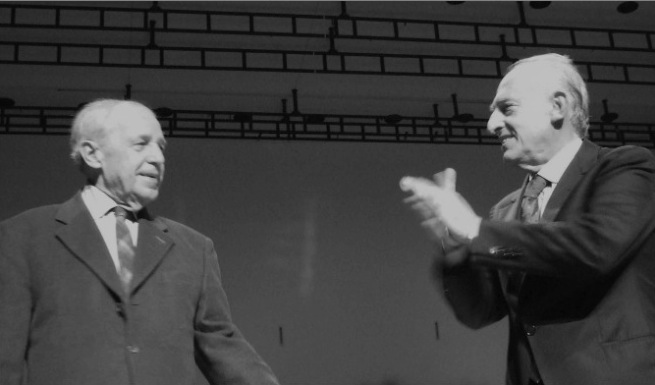
Pierre Boulez und Maurizio Pollini (rechts) 2009 in Paris

Maurizio Pollini gehörte neben Arturo Benedetti Michelangeli, der über ein schmales Repertoire verfügte, zu den bedeutendsten Pianisten Italiens. Wie etwa bei Martha Argerich oder Krystian Zimerman war der erste Preis beim Warschauer Chopin-Wettbewerb für ihn der Ausgangspunkt einer internationalen Karriere.
Pollini machte zunächst durch dynamisch-feurige Darbietungen von Werken Frédéric Chopins auf sich aufmerksam. So spielte er bereits 1957 die Chopin-Etüden in Mailand und erregte damit einiges Aufsehen. Ende der 60er Jahre konzentrierte er sich mehr auf Klarheit und klangliche Feinabstimmung.
In seiner ersten Aufnahme für die Deutsche Grammophon überraschte er mit einer virtuosen Darbietung der Trois mouvements de Pétrouchka von Igor Strawinsky sowie der Sonate Nr. 7 B-Dur, op. 83 von Sergei Prokofjew.
Die 1972 im Münchener Herkulessaal aufgenommene Einspielung der Chopin-Etüden zählt bis heute zu den herausragenden Interpretationen des Zyklus. Pollini spielte ebenso präzise wie detailliert und ruhte sich nicht auf den Rubato-Stellen aus.
Weitere Schwerpunkte in Pollinis Repertoire waren Werke von Ludwig van Beethoven, Franz Schubert und Robert Schumann.
Pollini setzte sich auch für die Neue Musik ein. Das betraf die Komponisten der Zweiten Wiener Schule wie Alban Berg, Anton Webern und Arnold Schönberg ebenso wie seine Zeitgenossen Pierre Boulez, Luciano Berio, Luigi Nono und Karlheinz Stockhausen. Sein enges Verhältnis zur italienischen Avantgarde zeigte sich, als Luigi Nono ihm zwei Kompositionen zueignete. Nonos Como una ola de fuerza y luz war auch dem befreundeten Dirigenten Claudio Abbado gewidmet, mit dem Pollini zahlreiche Orchesteraufnahmen wie die Klavierkonzerte von Beethoven, Johannes Brahms und Béla Bartók realisierte. Die Beethoven-Konzerte hatte er zuvor bereits unter Eugen Jochum und Karl Böhm aufgenommen.
Die späteren Aufzeichnungen lassen eine veränderte Klangästhetik erkennen. Der trocken-analytische Ton ist weitgehend verschwunden, und die Aufnahmen zeigen einen höheren Raumanteil und einen größeren Abstand zum Instrument. Laut Gregor Willmes blieb Pollini seinem Stilideal der Neuen Sachlichkeit treu und behielt auch die raschen Tempi bei, die seine Spielweise seit jeher charakterisierten. Das zeigt sich etwa bei der Einspielung der Beethoven-Sonaten, die Pollini bei der Deutschen Grammophon nicht chronologisch vornahm. So begann er den Zyklus Mitte der 1970er Jahre mit den letzten Sonaten von op. 101 bis op. 111 und schloss ihn im Jahre 2014 mit den drei Sonaten op. 31 und den leichten, nur zwei Sätze umfassenden Sonaten aus op. 49 ab. Die späte A-Dur-Sonate sowie die Hammerklaviersonate spielte er 2020 erneut ein. Gerade die poetischen Momente in den frühen und mittleren Klaviersonaten würden in Pollinis kühler Sichtweise mitunter auf der Strecke bleiben. Die Interpretation der späten Diabelli-Variationen sei wiederum besser, da Pollini seine Fähigkeiten vor allem bei großen Konstruktionen ausspielen könne.
Aus Anlass von Schönbergs 100. Geburtstag führte Pollini dessen Gesamtwerk für Klavier in mehreren Städten auf.
Pollini wurde im Jahre 2010 mit dem Praemium Imperiale ausgezeichnet.

## Auszeichnungen

### Preise
- 1960: Goldmedaille beim Internationalen Chopin-Wettbewerb in Warschau
- 1980: Grammy Awards in der Kategorie Beste Soloinstrument-Darbietung mit Orchester für die Einspielung Bartók: Klavierkonzerte Nr. 1 und 2 mit dem Chicago Symphony Orchestra unter Leitung von Claudio Abbado.
- 2002: Echo Klassik, für sein Lebenswerk
- 2007: Grammy Awards in der Kategorie Beste Soloinstrument-Darbietung ohne Orchester für die Einspielung Chopin: Nocturnes.
- 2007: Echo Klassik, als Instrumentalist des Jahres
- 2010: Praemium Imperiale
- 2017: Echo Klassik in der Kategorie Instrumentalist des Jahres für die Einspielung Chopin Late Works opp.59–64

### Ehrungen
- 1996: Ernst von Siemens Musikpreis
- 2000: Großkreuz des Verdienstordens der Italienischen Republik[14]
- 2009: Goldenes Verdienstzeichen des Landes Wien[15]